# Чекалкин, Валерий Павлович
Валерий Павлович Чекалкин (род. 16 августа 1946, Москва) — советский хоккеист, нападающий. Тренер.

## Биография
Воспитанник московского «Спартака». Играл за клубы «Крылья Советов» (1965/66, 1971/72 — 1972/73), «Спутник» Нижний Тагил (1966/67), «Автомобилист» Свердловск (1967/68 — 1969/70), ЦСКА (1970/71), СКА МВО Калинин (1970/71), «Кристалл» Саратов (1973/74 — 1974/75). Завершил карьеру из-за тяжёлой травмы.
Старший тренер «Кренгольма» Нарва (1981—1985), тренер «Спартака» (июль 1985 — март 1987), главный тренер воронежского «Бурана» (1988—1991). Работал в сборных Китая и Кореи, в московских ДЮСШ «Спартак» и «Москвич». Исполняющий обязанности главного тренера «Капитана» Ступино (22 декабря 2014 — 6 января 2015).